# Gustav Richter (peintre)
Pour les articles homonymes, voir Gustav Richter.
Gustav Carl Ludwig Richter (Berlin, 3 août 1823 - Berlin, 3 avril 1884) est un peintre allemand.

## Biographie
Élève de Eduard Holbein à l'Académie des arts de Berlin, puis de Léon Cogniet à l'École nationale supérieure des beaux-arts de Paris (1844), il poursuit ses études à Rome (1847) et revient en Allemagne en 1849. Il peint alors les fresques décoratives pour le Neues Museum. En 1856, il produit pour Frédéric-Guillaume IV de Prusse la Résurrection de la fille de Jaïre qui suscite un grand enthousiasme lors de son exposition.
En 1866, il épouse la fille de Giacomo Meyerbeer, Cornelie Meyerbeer. Son fils Gustav Richter le Jeune (1869-1943) est également peintre, tout comme son beau-frère Friedrich Kraus (marié à Dorothea Richter). Un autre fils, Raoul Richter (de) (1871-1912), devient philosophe.

## Œuvres

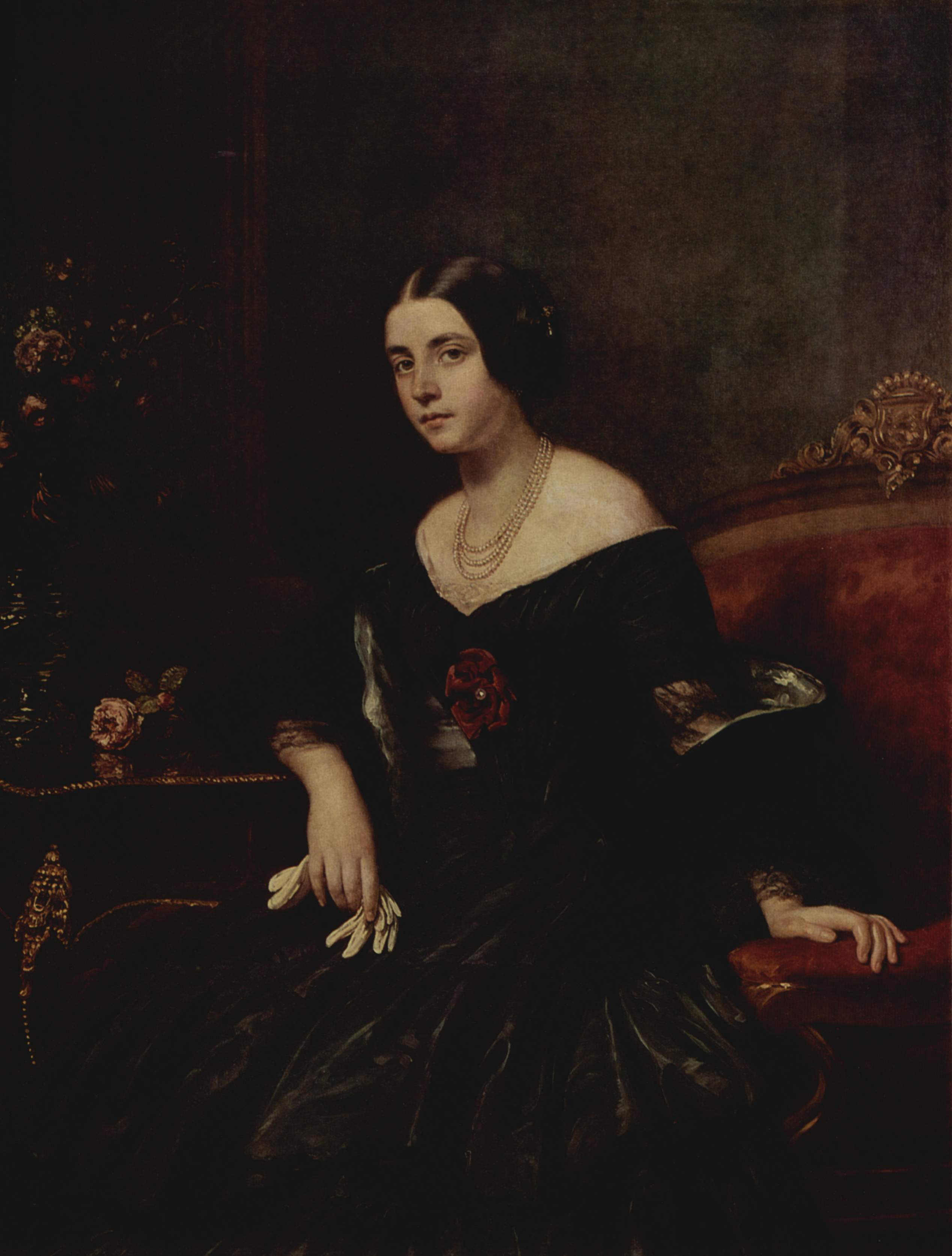
Gustav Richter : Portrait d'une jeune femme en robe noire, v.1850

- Résurrection de la fille de Jaïre, 1856, National Gallery, Berlin
- La Construction des pyramides, 1859-1872, Maximilianeum
- Princess Carolath, 1872
- Evviva !, 1874
- Joie maternelle, 1874
- La Femme du banquier, 1876
- Intérieur de Harem, scène orientaliste, 42 x 52 cm, 1876
- La Comtesse Karolyi, 1878
- Portrait de la reine Louise, 1879, Cologne Museum
- Portrait de l'empereur Guillaume I, 1876, 1877
- Portrait de l’impératrice Augusta, 1878
- Portrait du Comte de Blumenthal, inachevé, 1883 National Gallery, Berlin

## Galerie

Gustav Richter en 1865 lors d'une réunion des artistes berlinois, gravure de Ludwig Löffler
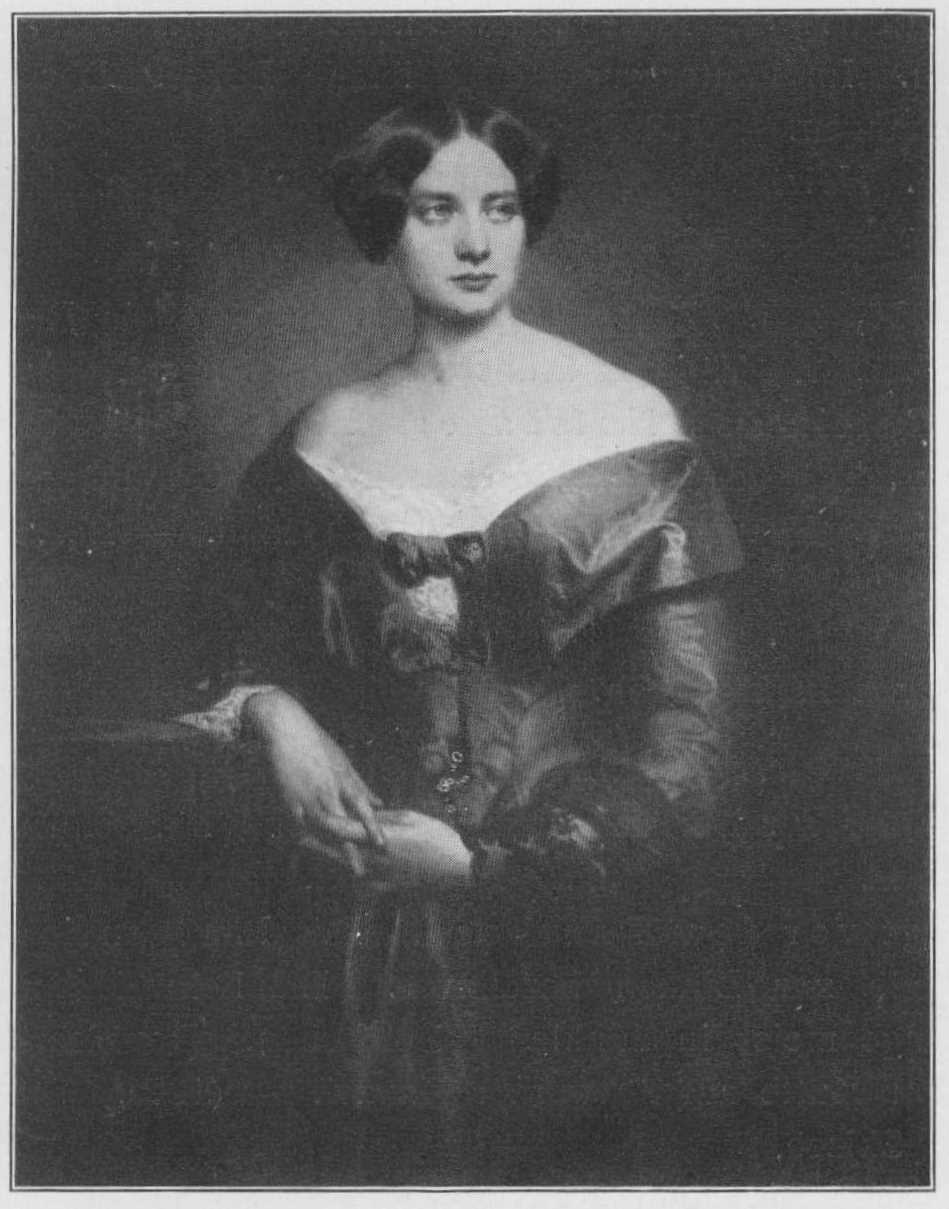
Drorthea Kraus (sœur) de Gustav Richter , 1852
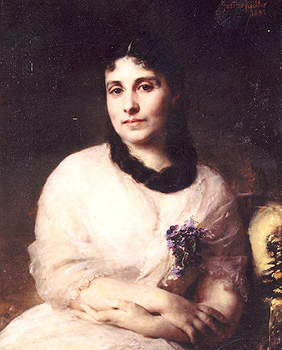
Cornelie Richter, né Meyerbeer par Gustav Richter
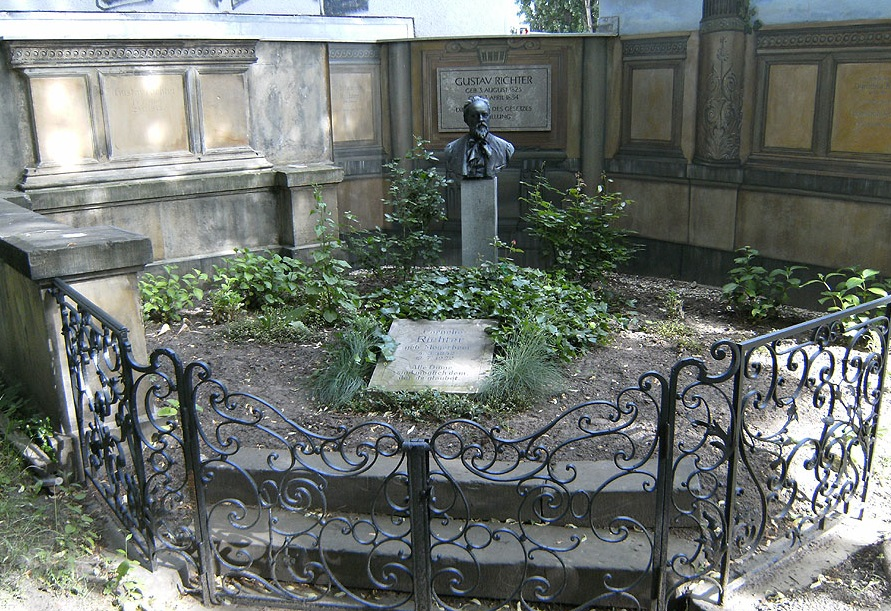
Tombe de Gustav Richter, restaurée en 2014

## Distinction
- Chevalier de l'ordre de Léopold (18 novembre 1875)[1].